# Västra Rammsjön
Västra Rammsjön är en sjö i Tingsryds kommun i Småland och ingår i Mieåns huvudavrinningsområde. Sjön har en area på 0,383 kvadratkilometer och ligger 125 meter över havet. Vid provfiske har bland annat abborre, braxen, gädda och mört fångats i sjön.

## Delavrinningsområde
Västra Rammsjön ingår i det delavrinningsområde (625973-143948) som SMHI kallar för Mynnar i Mieån. Medelhöjden är 142 meter över havet och ytan är 22,94 kvadratkilometer. Det finns inga avrinningsområden uppströms utan avrinningsområdet är högsta punkten. Vattendraget som avvattnar avrinningsområdet har biflödesordning 2, vilket innebär att vattnet flödar genom totalt 2 vattendrag innan det når havet efter 36 kilometer. Avrinningsområdet består mestadels av skog (62 %) och öppen mark (18 %). Avrinningsområdet har 1,68 kvadratkilometer vattenytor vilket ger det en sjöprocent på 7,3 %.

## Fisk
Vid provfiske har följande fisk fångats i sjön:
- Abborre
- Braxen
- Gädda
- Mört
- Sarv
- Sutare